# Bayerischbühl
Bayerischbühl ist ein Gemeindeteil von Haselbach im niederbayerischen Landkreis Straubing-Bogen. Der Weiler liegt knapp zwei Kilometer Luftlinie südöstlich des Ortskerns von Haselbach am östlichen Talhang des Eigrabens auf der Gemarkung Dachsberg.
Im Ort gibt es zwei gelistete Baudenkmäler, ein Ausnahmhaus mit Kniestock in Blockbauweise und ein Bauernhaus mit Blockbaugiebel und -kniestock, beide aus der ersten Hälfte des 19. Jahrhunderts.

## Geschichte
Bis zum 31. Dezember 1970 war Bayerischbühl ein Ortsteil der ehemaligen Gemeinde Dachsberg und wurde am 1. Januar 1971 im Zuge der Gebietsreform in Bayern in die Gemeinde Haselbach eingegliedert. Im topographisch-statistischen Lexicon von 1831 wird Bayerisch-Bühl erwähnt als Einöde der Pfarrei Haybach, in der Matrikel des Bistums Regensburg von 1838 gehört Bayrischbühl zur Pfarrei Haselbach.

## Einwohnerentwicklung
| Jahr      | 1838 | 1860 | 1871 | 1875 | 1885 | 1900 | 1925 | 1950 | 1961 | 1970 | 1987 |
| --------- | ---- | ---- | ---- | ---- | ---- | ---- | ---- | ---- | ---- | ---- | ---- |
| Einwohner | 15   | 15   | 18   | 17   | 14   | 14   | 16   | 17   | 12   | 10   | 8    |